# Majingklak
Majingklak is een bestuurslaag in het regentschap Cilacap van de provincie Midden-Java, Indonesië. Majingklak telt 4924 inwoners (volkstelling 2010).